# Думбия, Идрисса
Идрисса́ Думбия́ (англ. Idrissa Doumbia; род. 14 апреля 1998[…], Ямусукро) — ивуарийский футболист, полузащитник клуба «Аль-Ахли» и сборной Кот-д’Ивуара.

## Клубная карьера
Думбия является воспитанником ивуарийского клуба «Бинжервиль». 14 апреля 2016 года подписал контракт с бельгийским «Андерлехтом», к составу которого присоединился в июле, сразу после открытия трансферного окна.
30 июля 2016 года дебютировал в Лиге Жюпиле в поединке против «Мускрон-Перювельз», выйдя на поле в стартовом составе и будучи заменённым на 64-й минуте Стивеном Дефуром.
22 июня 2018 года было объявлено о его переходе в клуб «Ахмат». 29 июня Думбия подписал пятилетний контракт с грозненским клубом.
15 января 2019 года перешёл в лиссабонский клуб «Спортинг». Сумма трансфера составила 3,8 млн евро. 4 октября 2020 года был отдан в годовую аренду в «Уэску».

## Достижения
«Спортинг»
- Обладатель Кубка Португалии: 2018/19

Сборная Кот-д’Ивуара
- Обладатель Кубка африканских наций: 2023